# Kaju Sugiura
Pour les articles homonymes, voir Sugiura (homonymie).
Kajū Sugiura (杉浦 嘉十, Sugiura Kajū) est un officier naval de la Marine impériale japonaise. Il était amiral durant la Seconde Guerre mondiale.